# Henk Wokke
Hendrik Pancratius (Henk) Wokke (Castricum, 12 mei 1935 - Wervershoof, 5 maart 2023) was een Nederlands politicus van het CDA.
Hij was zelfstandig ondernemer en later wethouder in Castricum voor hij in 1987 benoemd werd tot waarnemend burgemeester van Marken. Op 1 januari 1991 ging Marken op in de nieuwe gemeente Waterland en in december 1990 werd Wokke de burgemeester van Wervershoof. In juni 2000 ging hij daar met pensioen.